# Glaa

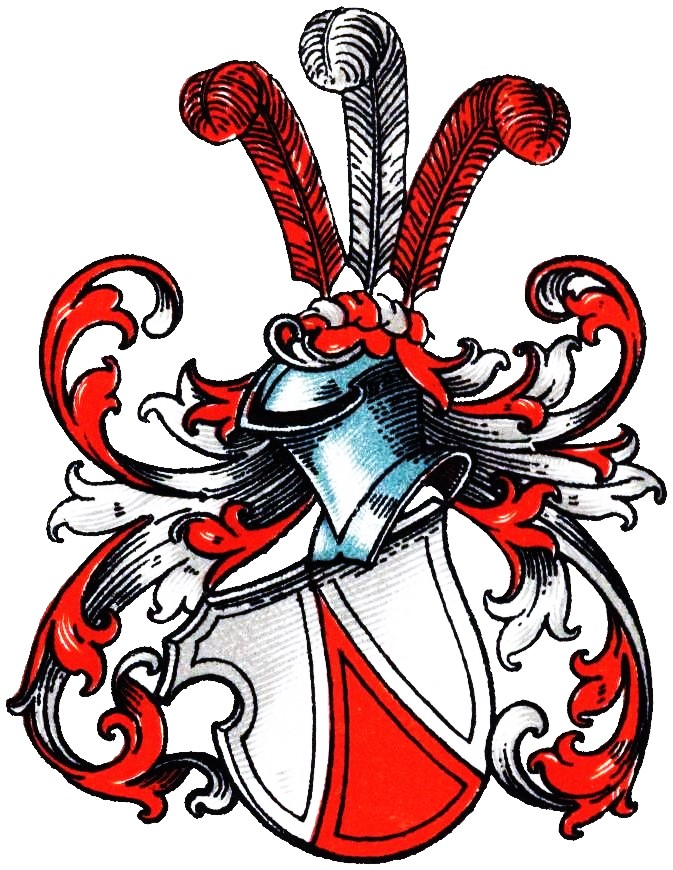
Wappen derer von der Glaa im Wappenbuch des Westfälischen Adels

Die Herren von der Glaa (auch Gla) waren ein niedersächsisches Adelsgeschlecht.

## Namensgebung
Die Glaa war ein Nebenfluss der Ems.

## Geschichte
Das Geschlecht war im Emsland begütert. Es war u. a. verschwägert mit der Familie von Oeynhausen. Ein Leutnant Hermann von der Gla war 1626 im Dreißigjähren Krieg nach der Schlacht bei Lutter unter den Gefangenen zu Schloss Lutter.

## Wappen
Blasonierung: In Silber eine von unten aufsteigende rote Spitze. Auf dem rot-silbern bewulsteten Helm eine silberne zwischen zwei roten Straußenfedern. Die Helmdecken sind rot-silbern.